# ギャング・スター
ギャング・スター（Gang Starr）は、テキサス州出身のDJプレミアとマサチューセッツ州出身のグールーからなるアメリカのヒップホップ・デュオ。ブルックリンを拠点に活動し、イースト・コースト・ヒップホップにとどまらずひいてはアメリカを代表するラップグループとして知られている。また、主にDJプレミアの嗜好を反映してトラックのサンプルとしてジャズを多く使用したためジャズ・ラップというジャンルの成立にも大きく貢献した。

## 略歴
1985年に結成されたラップ・デュオ。2005年に解散するまでの間、7枚のスタジオ・アルバムをリリースしており、1998年に発表した『モーメント・オブ・トゥルース』では、初のゴールドディスクを獲得している。

## メンバー

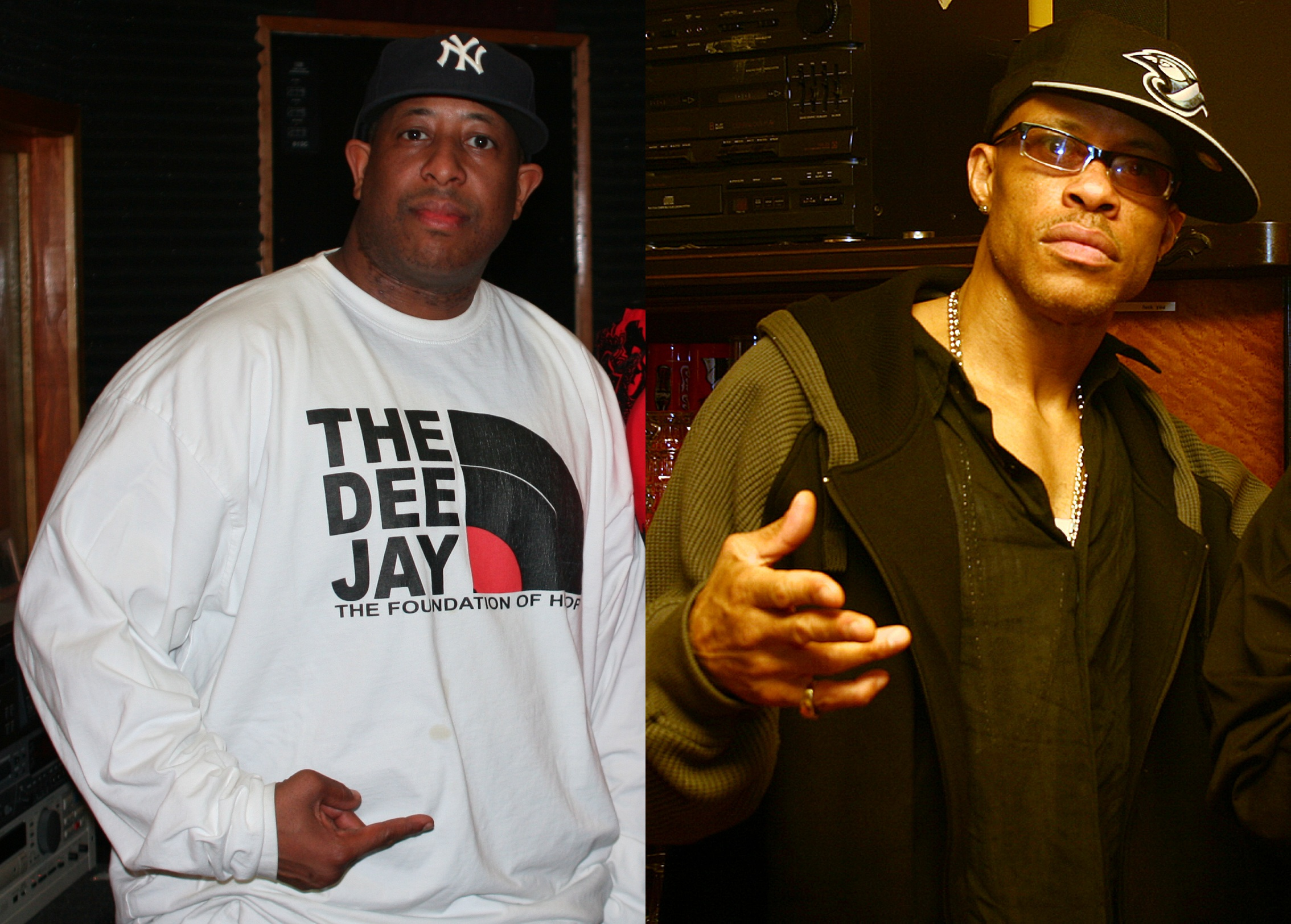
DJプレミア（左） グールー（右）

- グールー - 1961年7月17日生、2010年4月19日死去。
- DJプレミア - 1966年3月21日生。

## ディスコグラフィ

### スタジオ・アルバム
- 『ノー・モア・ミスター・ナイス・ガイ』 - No More Mr. Nice Guy (1989年、Wild Pitch)
- 『ステップ・イン・ジ・アリーナ』 - Step in the Arena (1991年、Chrysalis)
- 『デイリー・オペレーション』 - Daily Operation (1992年、Chrysalis)
- 『ハード・トゥ・アーン』 - Hard to Earn (1994年、Chrysalis)
- 『モーメント・オブ・トゥルース』 - Moment of Truth (1998年、Noo Trybe/Virgin)
- 『ジ・オウナーズ』 - The Ownerz (2003年、Virgin)
- 『ワン・オブ・ザ・ベスト・イエット』 - One of the Best Yet (2019年、TTT/Gang Starr Enterprises)

### コンピレーション・アルバム
- 『フル・クリップ』 - Full Clip: A Decade of Gang Starr (1999年、Noo Trybe/Virgin)
- 『MASS APPEAL:ザ・ベスト・オブ・ギャング・スター』 - Mass Appeal: Best of Gang Starr (2006年、Virgin)